# Parafia św. Jacka w Groniu-Leśnicy
Parafia pw. św. Jacka w Groniu-Leśnicy – parafia rzymskokatolicka w obejmująca Groń i Leśnicę, należąca do dekanatu Białka Tatrzańska w archidiecezji krakowskiej. Jej patronem jest św. Jacek Odrowąż.
Erygowana dekretem abp. Eugeniusza Baziaka w 1958. Kościół parafialny był jednym z niewielu kościołów budowanych w Polsce w czasie stalinizmu.
Kardynał Stanisław Dziwisz dekretem z 15 stycznia 2008 (obowiązującym od dnia ogłoszenia, tj. 27 stycznia tego samego roku) zmienił nazwę parafii z „Rzymskokatolicka parafia pw. św. Jacka w Groniu” na „Rzymskokatolicka parafia pw. św. Jacka w Groniu-Leśnicy”.

## Proboszczowie
- ks. Józef Pędziwiatr (1958–1969; „przebywał na terenie parafii od 1952”)
- ks. Józef Szczypka (1969–2002)
- ks. Stanisław Pająk (2002–2009)
- ks. Jan Żurowski (od 2009)[1]

## Kościół
Prace przy budowie kościoła (znajdującego się w Groniu) rozpoczęto w 1952 (proj. Tadeusz Brzoza). W 1953, jeszcze niegotowy, został poświęcony przez ks. Jerzego Czartoryskiego. Później prace prawie ustały, przyspieszając znów po odwilży 1956 roku. Trwały do 1958.

## Pomnik Jana Pawła II

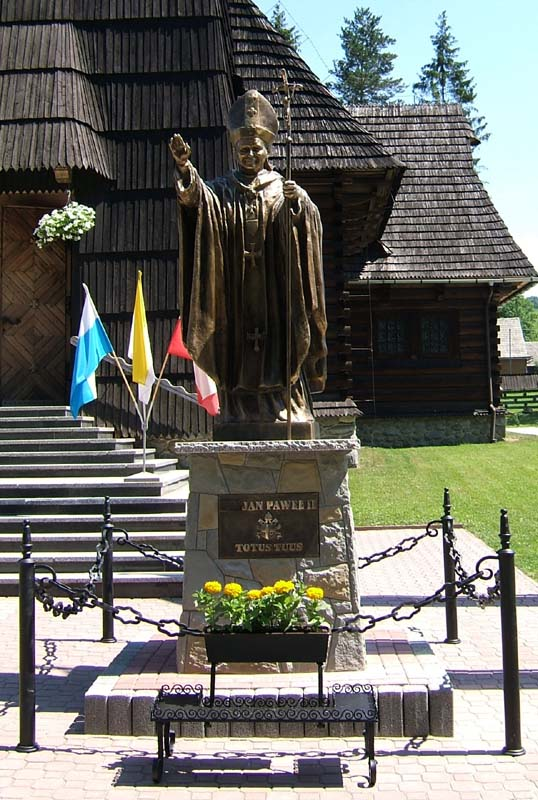
Pomnik Jana Pawła II przy kościele parafialnym w Groniu

Przy kościele parafialnym w Groniu znajduje się pomnik papieża Jana Pawła II. Zaprojektował go i formę gipsową wykonał Rafał Jedynak. Odlała go w brązie przedsiębiorstwo Metalodlew z Krakowa Nowej Huty. Mierzy 2,3 metra wysokości. Zamontowano go 13 lipca 2006. Aktu poświęcenia dokonał 21 lipca tego samego roku kard. Stanisław Dziwisz, metropolita krakowski.

## Kapliczki różańcowe
Kościół otacza 20 kapliczek różańcowych wyrzeźbionych w drewnie przez Mariana Gluglę. Poświęcił je bp Jan Zając podczas wizytacji kanonicznej 30 października 2005.